# Diphylla ecaudata
Genre
Espèce
Statut de conservation UICN

 LC  : Préoccupation mineure
Le Vampire à pattes velues (Diphylla ecaudata) est une espèce de chauve-souris hématophage de la famille des Phyllostomidae. Elle se retrouve comme les autres espèces hématophages en Amérique du Sud et en Amérique centrale. Elles vivent dans des biomes divers, des forêts, des cavernes et même des zones ouvertes. Elles ont tendances à se percher dans des grottes et des mines. C'est une espèce nocturne.

## Mode de vie
Le Diphylla ecaudata est une espèce nocturne qui s'abrite dans des lieux fermés le jour. Elle vit généralement de manière solitaire, et n'apparaît que dans des groupes d'individus restreint. Comme les autres espèces de vampire, les Diphylla ecaudata se nourrissent souvent puisqu'elles ne peuvent survivre que 2 jours sans cela. Elles ont donc des habitudes de "partage" de nourriture, où un individu va demander à l'autre de le nourrir. L'autre individu va donc régurgiter une faible quantité de sang dans la bouche de l'autre.

## Impact humain
Cette chauve-souris vampire se nourrit habituellement en suçant le sang des oiseaux la nuit. Une étude en 2016 montre qu'une colonie de ces chauves-souris logeant dans le parc national de Catimbau, au nord-est du Brésil, a modifié son régime alimentaire. L'intrusion de familles humaines dans le parc a entraîné une déforestation et la chasse a favorisé la disparition des proies habituelles de la chauve-souris, qui a trouvé comme autre source de nourriture le sang des humains et des poulets des fermes de la région.

Répartition de l'espèce sur le continent américain.

### GenreDiphylla
- (en) Mammal Species of the World (3e  éd., 2005) : Diphylla  Spix, 1823
- (en) UICN : espèce Diphylla ecaudata Spix, 1823 (consulté le 19 mai 2015)
- (en) Paleobiology Database : Diphylla  Spix 1823
- (fr + en) ITIS : Diphylla  Spix, 1823
- (en) Animal Diversity Web : Diphylla
- (en) NCBI : Diphylla (taxons inclus)

### EspèceDiphylla ecaudata
- (en) Mammal Species of the World (3e  éd., 2005) : Diphylla ecaudata  Spix, 1823
- (fr + en) ITIS : Diphylla ecaudata  Spix, 1823
- (en) Animal Diversity Web : Diphylla ecaudata
- (en) NCBI : Diphylla ecaudata (taxons inclus)